# توبیلاندو اندیمبی
توبیلاندو اندیمبی (انگلیسی: Tubilandu Ndimbi; ۱۵ مارس ۱۹۴۸ – ۱۷ ژوئن ۲۰۲۱) بازیکن فوتبال اهل جمهوری دموکراتیک کنگو بود.
از باشگاه‌هایی که در آن بازی کرده‌است می‌توان به باشگاه فوتبال ویتا اشاره کرد. وی همچنین در تیم ملی فوتبال زئیر بازی کرده‌است.